# Tepelný index
Tepelný index je funkce kombinující teplotu vzduchu (ve stínu) a relativní vlhkost tak, aby byla člověkem vnímaná teplota za různých podmínek stále stejná. Existuje více různých způsobů, jak pocitovou teplotu určit. Například americký NOAA používá komplikovaný heat index, který kombinuje teplotu a vlhkost a přidává k výpočtu doplňující korekce. Jednodušším způsob výpočtu má Australian Apparent Temperature. Používáno je i označení zdánlivá teplota, pod které spadá větší množství různých výpočtů zahrnujících i jiné faktory, jako je například rychlost větru nebo množství slunečního záření.
Pokud je teplota 32 °C a relativní vlhkost 70 %, je tepelný index 41 °C. Teplota 41 °C odpovídá tepelnému indexu 41 °C pouze za vlhkosti 21 %.
Lidské tělo se v případě potřeby ochlazuje pomocí pocení, protože odpařování potu (vody) z povrchu těla odebírá skupenské teplo. Odpařování vody je rychlejší za nižší relativní vlhkosti, a proto je pocitová teplota vnímána člověkem jako nižší. Naopak při vysoké relativní vlhkosti je odpařování malé nebo žádné a pocitová teplota tím bude vyšší.